# تاریخ کرج

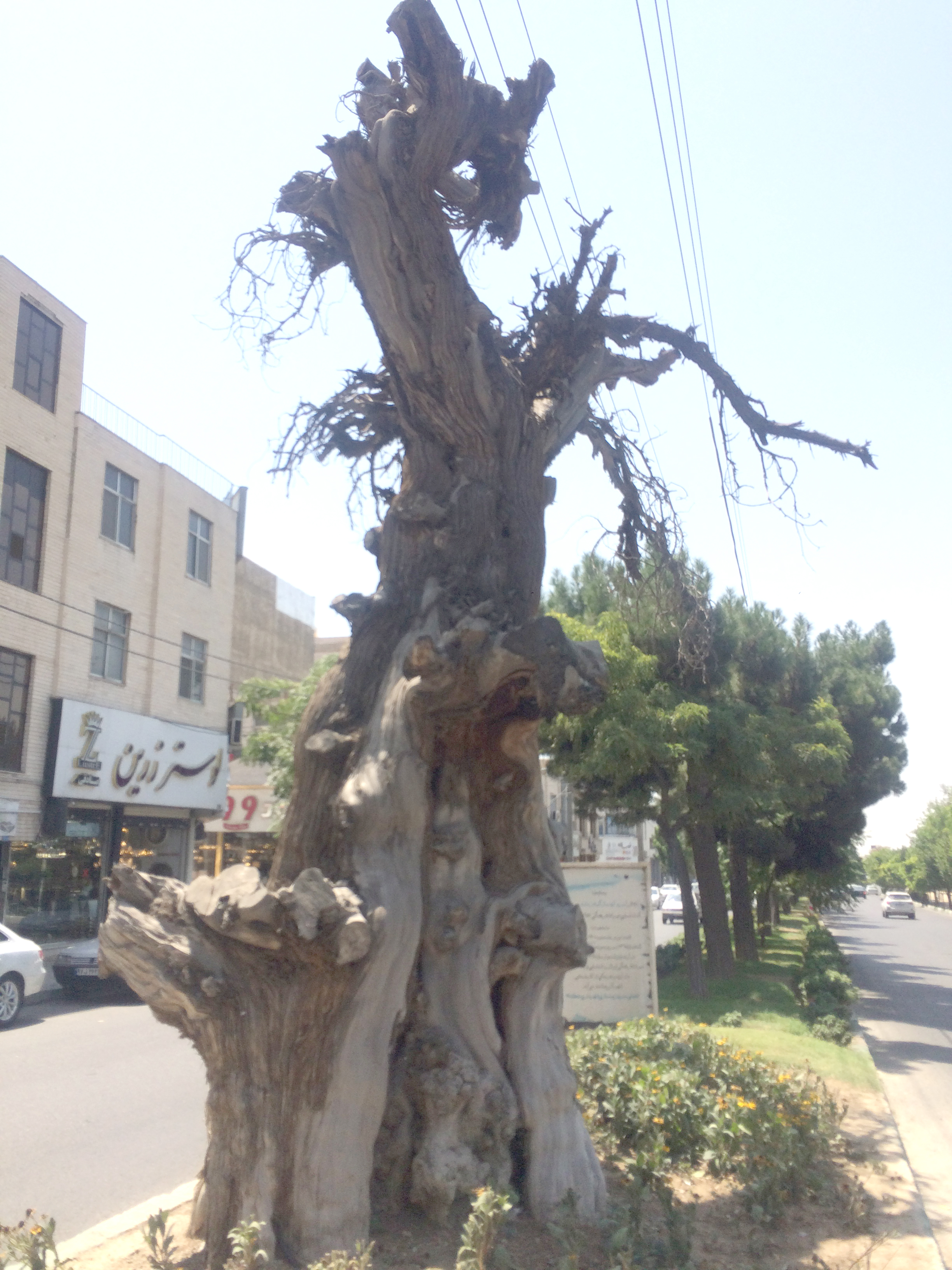
سرو ۱۳۰۰ ساله گوهردشت تا سال ۱۳۶۵ سبز بوده اما به مرور آثار خشکیدگی در آن نمایان شده‌است. در سال ۱۳۸۰ کارشناسان میراث فرهنگی این اثر ارزشمند را شناسایی کردند و از آن پس جزء آثار باستانی شهر کرج به‌شمار می‌آید. برخی‌ها می‌گویند در پای این سرو تاریخی، گنج و گوهر پیدا شده و دلیل نام‌گذاری گوهردشت هم همین است.

تاریخ شهر کرج به سال‌های دور بازمی‌گردد و آثار باقی مانده در عهد باستان و دوران حکومت هخامنشیان، اشکانیان و ساسانیان (آتشکده تخت رستم) در اطراف شهر کرج گواه این است که این ناحیه در روزگاران گذشته از تمدن پیشرفته ای برخوردار بوده و همچنین پس از ظهور و رواج اسلام وجود گورستان‌ها، امامزاده‌ها و اماکن متبرکه متعدد در این ناحیه نشان دیگری از اهمیت و آبادی آن می‌باشد.

## کرج در کتاب‌ها
در سال ۷۴۰ هجری قمری حمدالله بن ابی بکر ابن محمد ابن نصر مستوفی در کتاب خود به نام نزهه القلوب از کرج نام برده و آن را در ولایات عراق عجم (شامل استان‌های تهران، مرکزی، زنجان، همدان، اصفهان امروزی)، از توابع طالقان ذکر نموده‌است. همچنین نام کرج در کتاب حدود العالم من المشرق الی المغرب که به سال ۳۷۲ هجری قمری تألیف شده‌است نیز آمده بوده، ولی منظور «کرج ابودلف» بوده که حد فاصل سلطان آباد (اراک) و بروجرد قرار داشته‌است.

## صفویان

تصویری قدیمی از کاروانسرا متعلق به دههٔ ۱۳۳۰ خورشیدی که نمای راهرو ورودی و گوشهٔ شمال‌غربی را نشان می‌دهد.

با توجه به آثار باقی مانده مانند، کاروانسرای شاه عباسی، به‌طور یقین در دوران حکومت صفویان شهر کرج به عنوان یکی از منزلگاه‌های مهم مسیر پایتخت و سرحدات غربی کشور از اهمیت نسبی برخوردار بوده‌است. همچنین در دوران حکومت آقامحمدخان قاجار که شهر تهران به عنوان پایتخت ایران انتخاب شد، شهر کرج و ییلاق‌های اطراف آن رونق بیشتری گرفت. احداث کاخ شهرستانک در شمال خاوری شهر کرج نیز باعث اهمیت و رونق بیش از پیش آن شد.
در سده‌های میانهٔ اسلام و پس از آن به ویژه در عهد آخرین پادشاهان صفوی که تهران مقر حکومتی دربار می‌شود، مسیر تهران–کرج–قزوین مورد توجه قرار می‌گیرد و به احتمال فراوان کاروانسرای صفوی کرج قابل انتساب به همین دوره‌است.
کرج، مدتی جزء مازندران و زمانی بخشی از ری بوده‌است و گاهی از روستاهای طالقان یا شهرستانک محسوب می‌شده‌است. تا پیش از حملهٔ مغول رفت‌وآمد کاروان‌ها بیشتر از راهی بوده که از طریق سگز آباد و شهریار (تهران) به ری می‌رفته‌است. پس از این دوره راه قزوین–کرج–ری اهمیت بیشتری یافت ولی اهمیت کرج در دورهٔ صفوی به دلیل قرار گرفتن بر سر راه تهران-قزوین-تبریز بیشتر شده و کاروانسراها، پل‌ها و قلعه‌ها ایجاد شده در حاشیهٔ این جاده به آن هویت بخشیده‌است. مقدسی در سدهٔ چهارم هـ. ق از کرج به عنوان یکی از روستاهای ری نام برده‌است. در آغاز سدهٔ هفتم هـ. ق یاقوت حموی نیز کرج را تابع ری دانسته‌است.

## قاجار

تصویر تاریخی از کاخ سلیمانیه. برج کاخ نیز، که امروز تخریب شده‌است، در این تصویر دیده می‌شود.

دورهٔ قاجار به ویژه دورهٔ فتحعلی شاه و ناصرالدین شاه کرج به علت هم‌جواری با پایتخت و قرار گرفتن بر سر راه ارتباطی سلطانیه و تبریز مورد توجهٔ سلیمان میرزا قرار گرفت و کاخ سلیمانیه را در آنجا ساخت. در همین دوران سپاهی‌ها زیادی از منطقه عبور کرده و یادداشت‌هایی از خود بر جای گذاشته‌اند. در این دورهٔ کرج به عنوان قسمتی از راه اصلی تهران-قزوین شناخته می‌شد. در بیشتر سفرنامه‌ها ایرانی و غربی به گستردگی از این مکان یاد نشده‌است.

## پهلوی

نگاره ای از میدان کرج احتمالاً در دوره پهلوی

در سال ۱۳۱۲ هـ. خ با احداث جادهٔ آسفالت تهران-کرج به سواحل دریا خزر (چالوس) و همچنین احداث جاده‌ها غرب کشور (قزوین-همدان-زنجان-تبریز-و…)، کرج به گلوگاه مهم ارتباطی تبدیل گردید. در دورهٔ پهلوی احداث کارخانه‌ها و تأسیسات صنعتی فراوان حد فاصل تهران-کرج-قزوین و اطراف آن باعث شکوفایی و گسترش روزافزون شهر گردید. پس از پیروزی انقلاب اسلامی ایران، بر سرعت گسترش این کلان‌شهر هر روزه افزوده می‌گردید تا امروزه که چهرهٔ یک شهر به نام و مشهور با کلیهٔ پیشرفت‌های صنعتی، آموزشی، علمی، بهداشتی، تفریحی و … را به خود گرفته، به حدی که چهرهٔ چند دههٔ گذشتهٔ آن با چهرهٔ کرج امروز غیرقابل مقایسه می‌باشد.

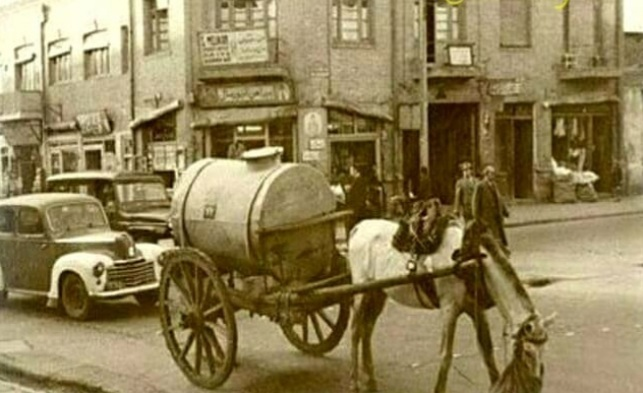
نگاره ای از حمل و نقل در خیابان بهشتی کرج در دوره پهلوی

کرج، در محدودهٔ خیابان‌های کشاورز و مصباح، روستایی تابع بخش ساوجبلاغ از توابع حوزهٔ ۱۹ تهران بود و در این دوره مراکز اداری و تجاری آن گاهی تهران، برغان، کردان و هشتگرد بوده‌است. سپس شهر کرج تابع شهرستان تهران شد و نمایندگی‌های ادارات مرکزی به حل وفصل امور آن می‌پرداختند. این شهرستان با جهشی سریع از دورهٔ روستایی و شهری گذشت و منطقهٔ بسیار وسیعی را دربر گرفت. اشتهارد، شهریار، طالقان، ساوجبلاغ، کوهپایه و بخش حومهٔ تابع استان تهران، همه قلمرو کرج به حساب می‌آمد.

## کرج پس از انقلاب

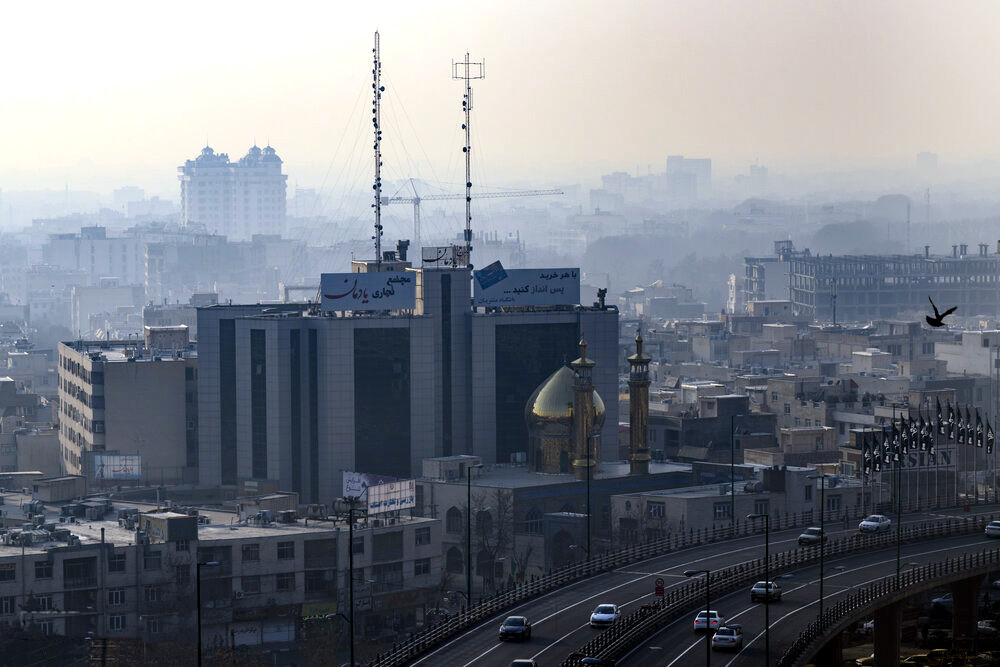
کلان‌شهر کرج، چهارمین کلان‌شهر بزرگ ایران است.

مساحت تقریبی کلان‌شهر کرج ۲۲۵ کیلومتر مربع می‌باشد و طبق سرشماری سال ۱۳۹۰، جمعیت آن بالغ بر ۱٬۶۱۴٬۶۲۶ نفر بوده‌است و پس از تهران، مشهد و اصفهان چهارمین شهر پر جمعیت کشور محسوب می‌شود.
امروزه کرج به خاطر اقلیم معتدل و مجاورت با تهران و اهمیت ارتباطی با غرب و شمال کشور، وضع خاصی یافته و در ردیف کلان‌شهرهای بزرگ قرار گرفته‌است. صنایع کارخانه‌ای و کارگاهی و امکانات خوب کشاورزی، سبب ایجاد شهرک‌های متعددی در اطراف آن شده است.
پس از انقلاب ۱۳۵۷، با گسترش سریع و افزایش جمعیت و پیدایش قطب‌های جاذبه‌ای، کرج به چندین شهرستان و منطقه تقسیم شد؛ که اینک هر کدام از بخش‌های پیشین به یک شهرستان و بسیاری از روستاهای اقماری آن خود به شهر و شهرک‌هایی تبدیل شده‌اند.
محدوده‌ای که امروز کرج بزرگ (شهر کرج) نامیده می‌شود، در گذشته شامل روستاهایی تابع حوزهٔ کن، شهرستان شمیران، ساوجبلاغ و شهریار بوده‌است.
در سال ۱۳۸۹ خورشیدی پس از تصویب مجلس شورای اسلامی، شهر کرج به همراه ۳ شهرستان دیگر در قالب استان البرز جای گرفت.